# Європейська південна обсерваторія
Європейська південна обсерваторія (англ. European Southern Observatory, ESO), або формально Європейська організація для астрономічних досліджень у Південній півкулі є міждержавною науково-дослідною організацією в галузі астрономії, яка включає в себе й фінансується чотирнадцятьма європейськими країнами та Бразилією, котра 29 грудня 2010 р. стала п'ятнадцятою країною-членом ESO.

## Загальна інформація
Штаб-квартира ESO знаходиться в Гархінг-бай-Мюнхен, Німеччина. Вона була заснована в 1962 році з метою забезпечити унікальне обладнання та створити доступ до Південного неба для європейських астрономів. Європейська Південна Обсерваторія досить відома своїм будівництвом та використанням одних з найбільших у світі телескопів із найпередовішою технологією, таких як Телескоп Нової Технології (англ. New Technology Telescope — NTT), де вперше було застосовано технологію активної оптики та Дуже великий телескоп (ДВТ, англ. Very Large Telescope — VLT), який складається з чотирьох телескопів 8-метрового класу та чотирьох допоміжних телескопів з розміром апертури 1,8 метра.
За допомогою різноманітних інструментів на ESO було зроблено багато астрономічних відкриттів та скомпоновано кілька астрономічних каталогів. Серед недавніх відкриттів можна назвати реєстрацію гамма-сплеску та інші докази наявності чорної діри в центрі нашої Галактики, Чумацького Шляху. У 2004 році Дуже великий телескоп дозволив астрономам вперше отримати зображення позасонячної планети, 2M1207 b, що обертається навколо коричневого карлика на відстані 173 світлових роки від Сонця. Використання спектрографу HARPS дало змогу відкрити багато інших позасонячних планет, включаючи планету п'яти земних мас, що обертається навколо червоного карлика, Глізе 581 c. За допомогою VLT було відкрито кандидата на найвіддаленішу галактику, коли-небудь спостережувану людством, Abell 1835 IR1916 (правда, цю кандидатуру не було підтверджено іншими дослідниками).

## Обладнання

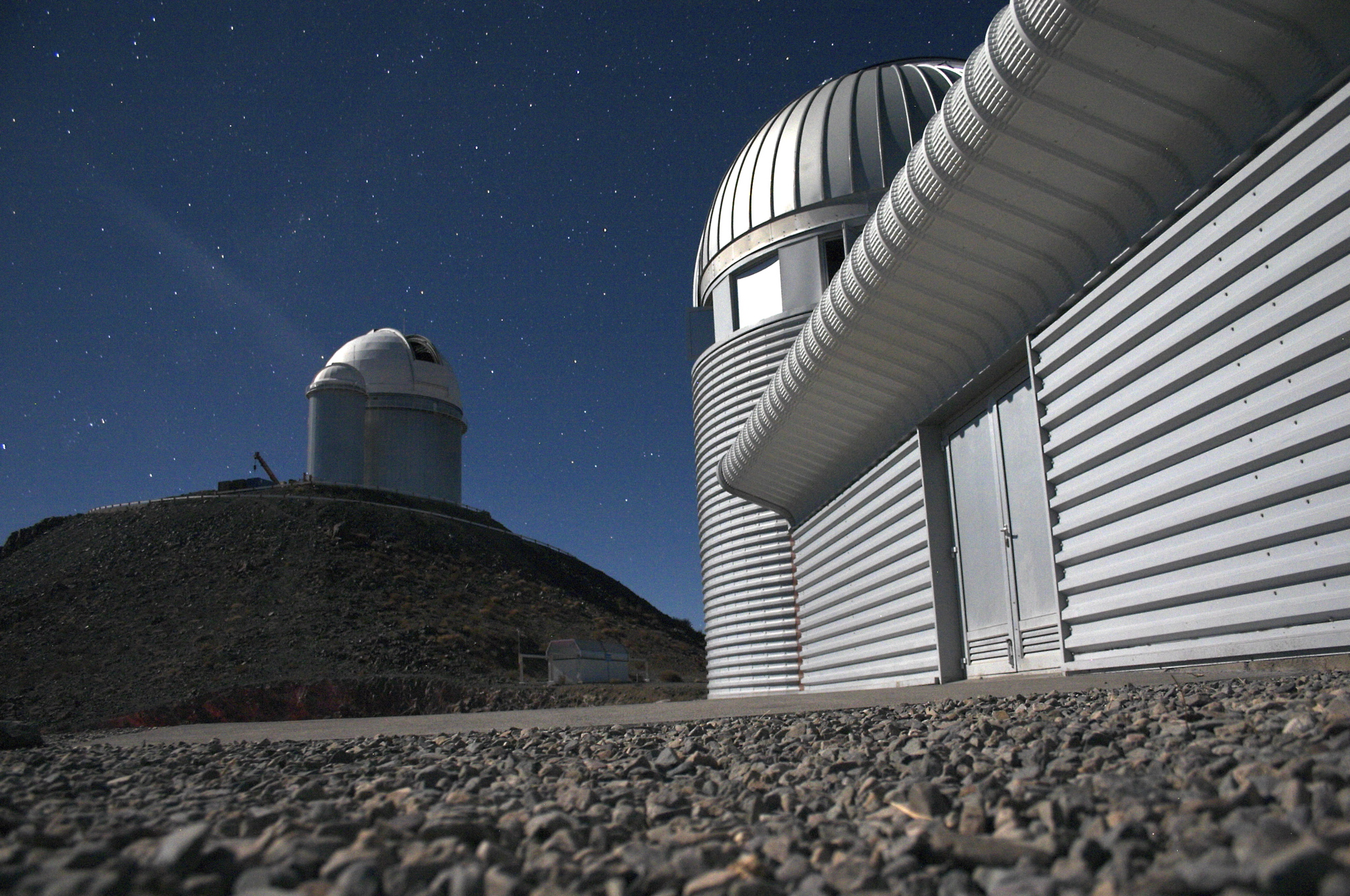
Ла-Сілья вночі

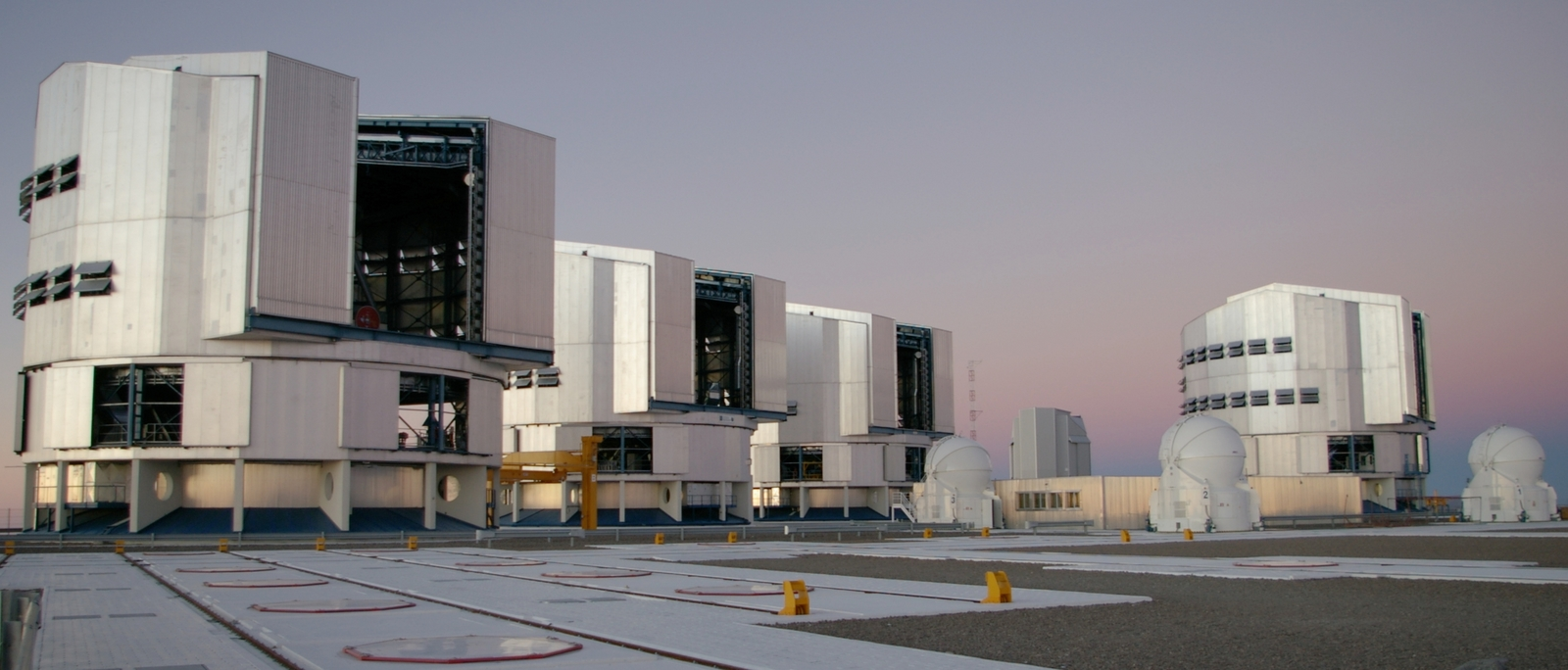
Телескоп VLT

Все обладнання для астрономічних спостережень зосереджено в Чилі внаслідок необхідності вивчати об'єкти південного неба й завдяки унікальним атмосферним умовам у пустелі Атакама, які є ідеальними для астрономічних спостережень.
ESO оперує трьома великими обсерваторіями, розташованими в пустелі Атакама, яка є найзасушливішим місцем на земній кулі:
- Обсерваторія Ла-Сілья
- обсерваторія Паранал, де розміщено Дуже великий телескоп
- обсерваторія Лано-де-Чайнантор, де розміщено субміліметрові телескопи APEX (Atacama Pathfinder Experiment) та ALMA (Atacama Large Millimeter/sub-millimeter Array), перебуває нині[коли?] ще в стані будівництва за участю країн Східної Азії (Японія та Тайвань), Європи (ESO), Північної Америки (США та Канада) і Чилі.

Одним з найамбітніших проєктів ESO є Європейський надзвичайно великий телескоп (E-ELT), 42-метровий телескоп з п'яти зеркалами інноваційного дизайну, що успадковує концепцію Приголомшливо Великого Телескопа (OWL). Після побудови E-ELT буде найбільшим у світі оптичним та інфрачервоним (близький діапазон) телескопом. Його дизайн ESO почала розробляти у 2006 р. з метою розпочати будівництво у 2010 р. E-ELT планується запустити в дію вже у 2018 р.

## Обсерваторія Ла-Сілья
Обсерваторія Ла-Сілья має 18 телескопів, проте більшість з них вже не працює. Три з них все ще використовуються ESO для потреб астрономічного товариства.

### 2,2-метровий телескоп MPG/ESO
Цей телескоп є позиченим (перманентно) інструментом від Max-Planck-Gesellschaft. Його обладнання включає спектрограф та камеру ПЗЗ або англ. CCD (WFI) з широким полем зору, здатну робити картографію суттєво великих ділянок неба в процесі лише одного знімку. у 2007 році було встановлено ще один прилад, камеру GROND, що може знімати зображення одночасно в семи кольорах. Ця камера має надшироке застосування для визначення відстані до джерел з потужним гамма-випромінюванням.

### 3,6-метровий телескоп ESO
На сьогоднішній день його обладнано спектрографом HARPS, який дає можливість вимірювати швидкості з точністю кілька см/с на основі аналізу спектрів астрономічних об'єктів, використовуючи ефект Доплера. Тому його загалом використовують для пошуку позасонячних планет та для зоряної сейсмології. За допомогою спектрографа HARPS було відкрито позасонячні планети Глізе 581 c та Глізе 581 d.

### New Technology Telescope(NTT)
Попри те, що NTT має майже такий же діаметр дзеркала, як і 3,6-метровий телескоп, використання технології активної оптики дозволяє досягти значно вищої роздільної здатності на астрономічних зображеннях, отриманих за допомогою цього інструменту. NTT був першим телескопом, де було застосовано розроблену ESO технологію активної оптики, котра на сьогоднішній день використовується майже на всіх великих телескопах. На момент побудови NTT мав також інноваційну систему температурного контролю інструмента та купола телескопа для мінімізації атмосферної турбулентності поблизу телескопа, щоб отримати якомога кращу роздільну здатність зображення.

### Інші телескопи
Серед інших телескопів, що розташовані на спостережній станції Ла-Сілья, є три рефлектори ESO, два з Данії й один з Нідерландів рефрактори та телескоп зі Швейцарії 1,2 метри ім. Леонарда Ейлера. Всі згадані інструменти є оптичними телескопами й мають діаметр дзеркала від 0,5 м до 1,5 м. Є там також шведський субміліметровий радіотелескоп SEST з діаметром дзеркала 15 м. Усі вони, окрім телескопа Леонарда Ейлера та датського 1,54-метрового телескопа, тепер не працюють.

## Паранал

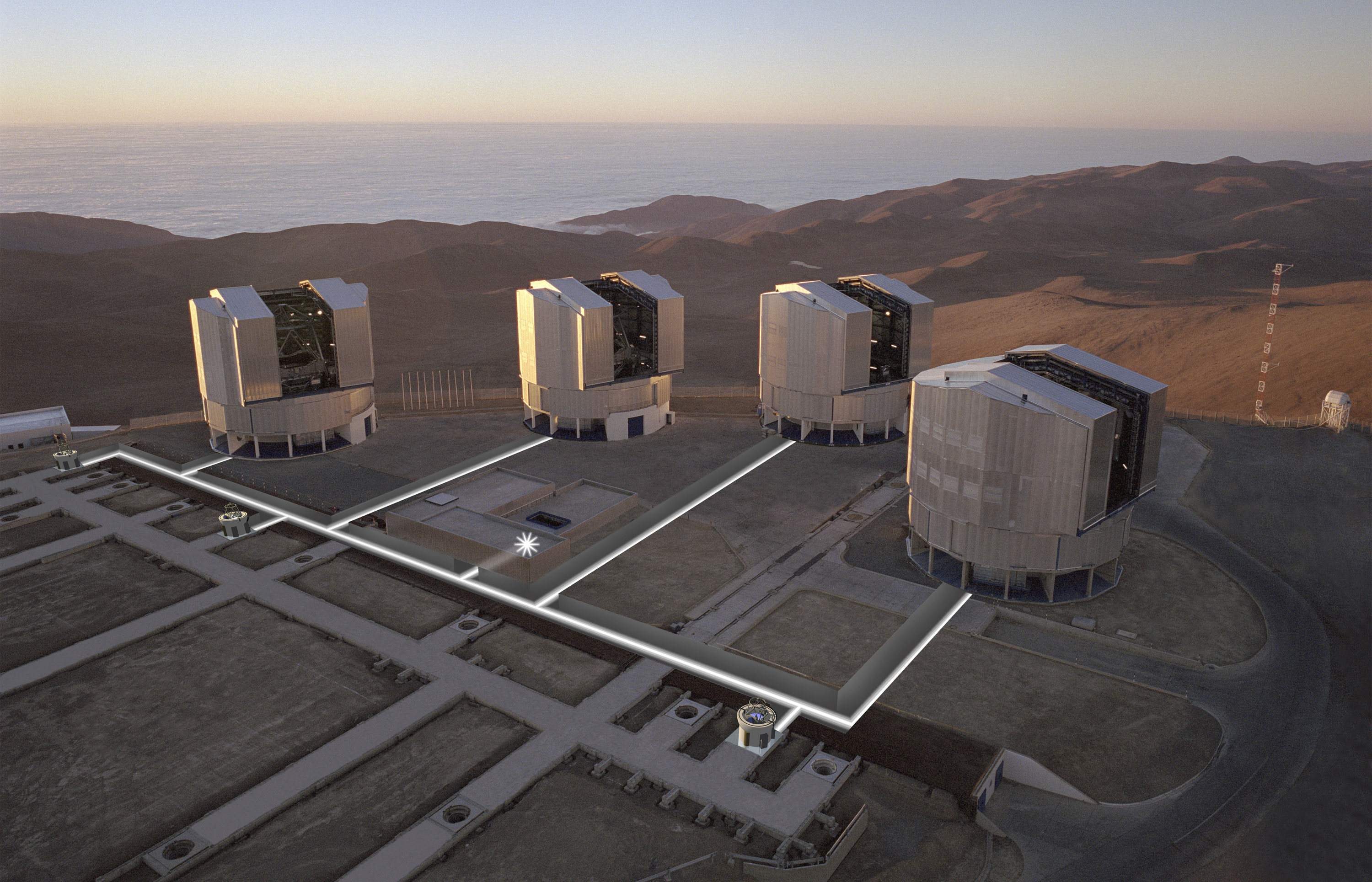
З настанням сутінок Дуже Великий Телескоп готується розпочати свою роботу.

Дуже Великий Телескоп є основним інструментом на обсерваторії Паранал. Він складається з чотирьох майже ідентичних телескопів з діаметром дзеркала 8,2 метра та чотирьох пересувних допоміжних телескопів по 1,8 метра. Кожен з чотирьох великих телескопів отримав ім'я на честь назв об'єктів нічного південного неба на арауканській мові народності мапуче (мапудунґун), на території якої розташована обсерваторія Паранал: Анту (Сонце), Куєн (Місяць), Меліпал (Південний Хрест) та Єпун (Венера). Для цих телескопів передбачена можливість комбінувати випромінювання, зібране двома чи трьома телескопами (режим інтерферометрії), утворюючи так званий Інтерферометр Дуже Великого Телескопа (англ. Very Large Telescope Interferometer) VLTI. Кожен з великих телескопів обладнано кількома інструментами (різного типу спектрографами та астрономічними камерами), що робить їхню комбінацію унікальним потужним приладом для дослідження таємниць Всесвіту. Чотири допоміжні телескопи з діаметром дзеркала 1,8 м було встановлено протягом 2004—2007 рр. на допомогу VLTI, для того, щоб мати можливість використовувати режим інтерферометра, коли кілька великих телескопів зайняті іншими проектами. Першим було випробувано телескоп Анту в травні 1998 р. й вже 1 квітня 1999 р. він повністю вступив у дію. Інші телескопи було запущено в дію в період з 1999 р. по 2000 р. й на сьогоднішній день Дуже Великий Телескоп є повністю працюючим інструментом. Статистика показує, що у 2007 р. майже 500 реферованих наукових праць було опубліковано, спираючись на астрономічні дані, отримані за допомогою VLT.
На цій спостережній базі розміщено також 2,5-метровий оглядовий телескоп ДВТ (VST) та 4-метровий оглядовий телескоп для астрономії, що працює у видимому та інфрачервоному діапазонах (англ. Visible and Infrared Survey Telescope for Astronomy) VISTA. Він має широке поле зору й здатний рівномірно проводити огляд великих ділянок неба відповідно в оптичному та інфрачервоному діапазонах. Перше світло телескоп VISTA побачив у 2009 р., а повністю вступив у дію 1 квітня 2010 р.
У березні 2008 року спостережну базу Паранал було використано у зйомках кількох сцен до фільму Джеймса Бонда «Квант милосердя».

## Країни-учасниці
| Країни-учасниці | Приєдналися     |
| --------------- | --------------- |
| Бельгія         | 1962            |
| Німеччина       | 1962            |
| Франція         | 1962            |
| Нідерланди      | 1962            |
| Швеція          | 1962            |
| Данія           | 1967            |
| Швейцарія       | 1981            |
| Італія          | 1982, 24 травня |
| Португалія      | 2000, 27 червня |
| Велика Британія | 2002, 8 липня   |
| Фінляндія       | 2004, 1 липня   |
| Іспанія         | 2006, 1 липня   |
| Чехія           | 2007, 1 січня   |
| Австрія         | 2008, 1 липня   |
| Бразилія        | 2010, 29 грудня |

Астрономічна Асоціація Ірландії на сьогоднішній день лоббіює ірландський уряд щодо членства в ESO.[джерело?]
| Отто Гекман                                     | 1962—1969 |
| Адріан Блаау                                    | 1970—1974 |
| Людвік Вольтер                                  | 1975—1987 |
| Гарі ван дер Лаан                               | 1988—1992 |
| Ріккардо Джакконі (лауреат Нобелівської премії) | 1993—1999 |
| Кетрін Цезарскі                                 | 1999—2007 |
| Тім де Зеу                                      | з 2007    |

### Відео
- відеоподкаст ESO на каналі YouTube та російський переклад [Архівовано 29 серпня 2011 у Wayback Machine.]. (англ.) (рос.)